# Madirac
Cet article possède des paronymes, voir Padirac et Sadirac.
Madirac est une commune du Sud-Ouest de la France, située dans le département de la Gironde, en région Nouvelle-Aquitaine.

## Géographie

### Localisation
Commune située dans l'aire d'attraction de Bordeaux, Madirac est située au cœur de la région naturelle de l'Entre-deux-Mers.

### Communes limitrophes
Les communes limitrophes en sont Sadirac au nord, Saint-Genès-de-Lombaud à l'est et au sud et Saint-Caprais-de-Bordeaux à l'ouest.
|                           | Sadirac |                        |
| Saint-Caprais-de-Bordeaux | Madirac |                        |
|                           |         | Saint-Genès-de-Lombaud |

### Climat
Pour des articles plus généraux, voir Climat de la Nouvelle-Aquitaine et Climat de la Gironde.
Historiquement, la commune est exposée à un climat océanique aquitain.  
En 2020, Météo-France publie une typologie des climats de la France métropolitaine dans laquelle la commune est exposée à un climat océanique et est dans la région climatique  Aquitaine, Gascogne, caractérisée par une pluviométrie abondante au printemps, modérée en automne, un faible ensoleillement au printemps, un été chaud (19,5 °C), des vents faibles, des brouillards fréquents en automne et en hiver et des orages fréquents en été (15 à 20 jours).
Pour la période 1971-2000, la température annuelle moyenne est de 12,6 °C, avec une amplitude thermique annuelle de 14,4 °C. Le cumul annuel moyen de précipitations est de 853 mm, avec 11,7 jours de précipitations en janvier et 7 jours en juillet. Pour la période 1991-2020, la température moyenne annuelle observée sur la station météorologique la plus proche, située sur la commune de Cadaujac à 10 km à vol d'oiseau, est de 13,8 °C et le cumul annuel moyen de précipitations est de 918,3 mm,. Pour l'avenir, les paramètres climatiques de la commune estimés pour 2050 selon différents scénarios d’émission de gaz à effet de serre sont consultables sur un site dédié publié par Météo-France en novembre 2022.

## Urbanisme

### Typologie
Au 1er janvier 2024, Madirac est catégorisée commune rurale à habitat dispersé, selon la nouvelle grille communale de densité à sept niveaux définie par l'Insee en 2022.
Elle est située hors unité urbaine. Par ailleurs la commune fait partie de l'aire d'attraction de Bordeaux, dont elle est une commune de la couronne,. Cette aire, qui regroupe 275 communes, est catégorisée dans les aires de 700 000 habitants ou plus (hors Paris),.

### Occupation des sols

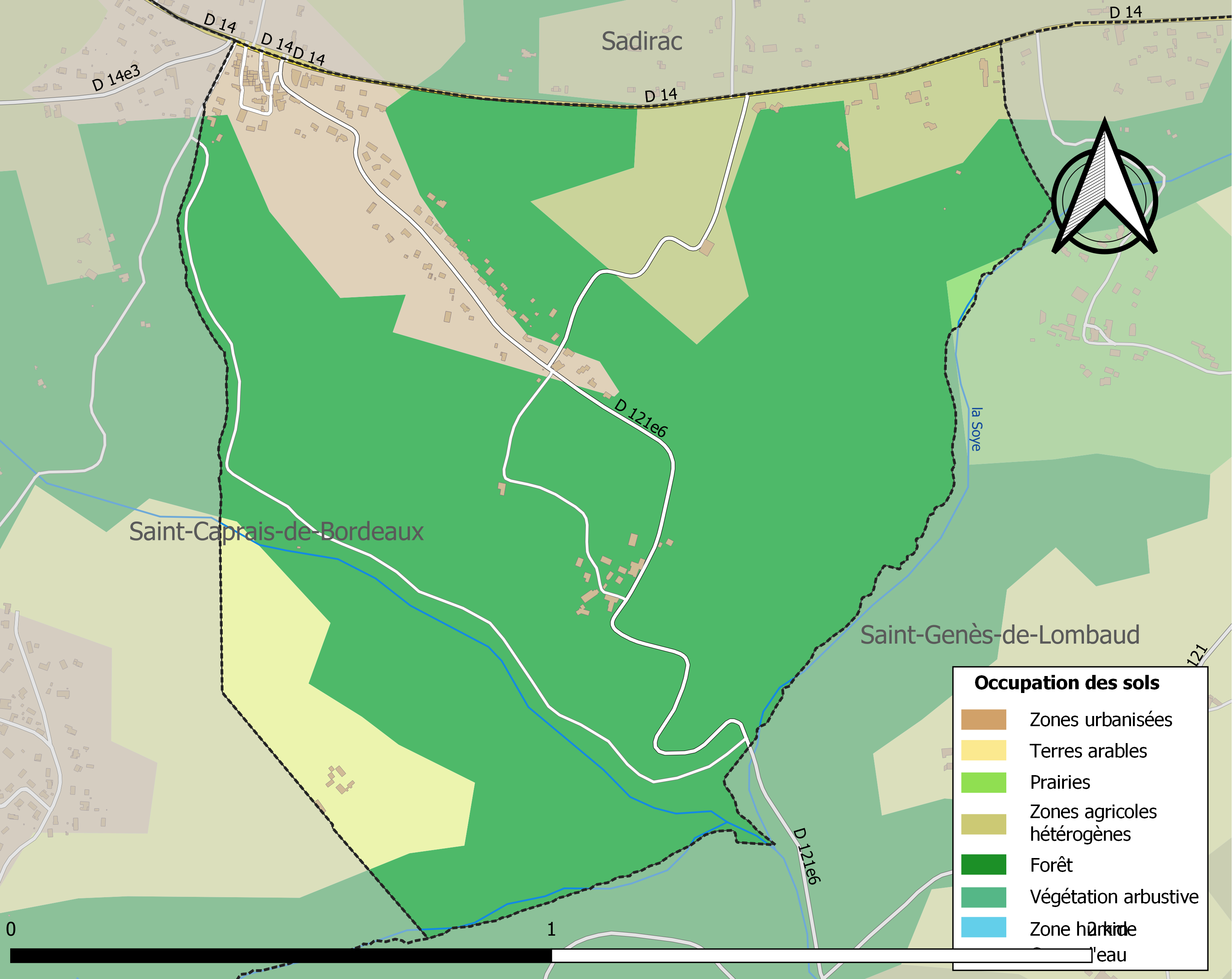
Carte des infrastructures et de l'occupation des sols de la commune en 2018 (CLC).

L'occupation des sols de la commune, telle qu'elle ressort de la base de données européenne d’occupation biophysique des sols Corine Land Cover (CLC), est marquée par l'importance des forêts et milieux semi-naturels (74,2 % en 2018), en augmentation par rapport à 1990 (62,4 %). La répartition détaillée en 2018 est la suivante : 
forêts (74,2 %), zones agricoles hétérogènes (8,9 %), zones urbanisées (8,4 %), cultures permanentes (8 %), prairies (0,5 %). L'évolution de l’occupation des sols de la commune et de ses infrastructures peut être observée sur les différentes représentations cartographiques du territoire : la carte de Cassini (XVIIIe siècle), la carte d'état-major (1820-1866) et les cartes ou photos aériennes de l'IGN pour la période actuelle (1950 à aujourd'hui).

### Risques majeurs
Le territoire de la commune de Madirac est vulnérable à différents aléas naturels : météorologiques (tempête, orage, neige, grand froid, canicule ou sécheresse), inondations et séisme (sismicité faible). Un site publié par le BRGM permet d'évaluer simplement et rapidement les risques d'un bien localisé soit par son adresse soit par le numéro de sa parcelle.
La commune a été reconnue en état de catastrophe naturelle au titre des dommages causés par les inondations et coulées de boue survenues en 1982, 1999, 2009 et 2021,.

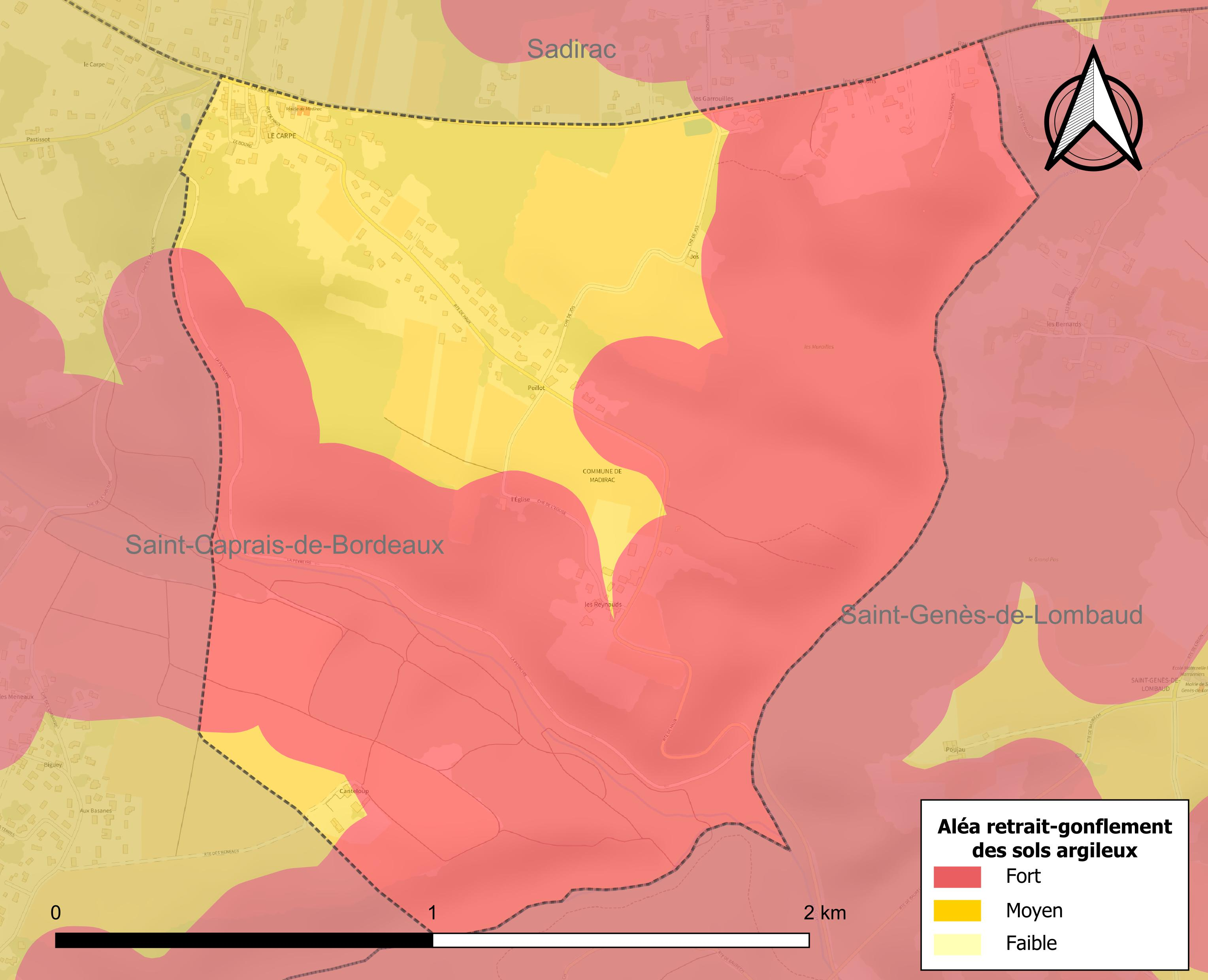
Carte des zones d'aléa retrait-gonflement des sols argileux de Madirac.

Le retrait-gonflement des sols argileux est susceptible d'engendrer des dommages importants aux bâtiments en cas d’alternance de périodes de sécheresse et de pluie. La totalité de la commune est en aléa moyen ou fort (67,4 % au niveau départemental et 48,5 % au niveau national). Sur les 105 bâtiments dénombrés sur la commune en 2019,  105 sont en aléa moyen ou fort, soit 100 %, à comparer aux 84 % au niveau départemental et 54 % au niveau national. Une cartographie de l'exposition du territoire national au retrait gonflement des sols argileux est disponible sur le site du BRGM,.
Par ailleurs, afin de mieux appréhender le risque d’affaissement de terrain, l'inventaire national des cavités souterraines permet de localiser celles situées sur la commune.
Concernant les mouvements de terrains, la commune a été reconnue en état de catastrophe naturelle au titre des dommages causés par des mouvements de terrain en 1999.

## Histoire
À la Révolution, la paroisse Saint-Jean de Madirac forme la commune de Madirac.

## Politique et administration
La commune de Madirac fait partie de l'arrondissement de Bordeaux. À la suite du découpage territorial de 2014 entré en vigueur à l'occasion des élections départementales de 2015, la commune demeure dans le canton de Créon remodelé,. Madirac fait également partie de la communauté de communes du Créonnais, membre du Pays du Cœur de l'Entre-deux-Mers.
| Période                                  | Période                     | Identité        | Étiquette | Qualité  |
| ---------------------------------------- | --------------------------- | --------------- | --------- | -------- |
| Les données manquantes sont à compléter. |                             |                 |           |          |
| avant 1988                               | ?                           | Jean Bustarret  |           |          |
| 2001                                     | mars 2013                   | Michèle Boutant |           |          |
| mars 2013                                | En cours (au 30 avril 2014) | Bernard Pagès   |           | Retraité |

## Population et société

### Démographie
Les habitants de Madirac sont appelés les Madiracais.
L'évolution du nombre d'habitants est connue à travers les recensements de la population effectués dans la commune depuis 1800. Pour les communes de moins de 10 000 habitants, une enquête de recensement portant sur toute la population est réalisée tous les cinq ans, les populations de référence des années intermédiaires étant quant à elles estimées par interpolation ou extrapolation. Pour la commune, le premier recensement exhaustif entrant dans le cadre du nouveau dispositif a été réalisé en 2005.

En 2022, la commune comptait 297 habitants, en évolution de +26,38 % par rapport à 2016 (Gironde : +6,91 %, France hors Mayotte : +2,11 %).
| 1800 | 1806 | 1821 | 1831 | 1836 | 1841 | 1846 | 1851 | 1856 |
| ---- | ---- | ---- | ---- | ---- | ---- | ---- | ---- | ---- |
| 95   | 117  | 117  | 95   | 92   | 89   | 103  | 113  | 114  |

| 1861 | 1866 | 1872 | 1876 | 1881 | 1886 | 1891 | 1896 | 1901 |
| ---- | ---- | ---- | ---- | ---- | ---- | ---- | ---- | ---- |
| 123  | 118  | 120  | 113  | 115  | 115  | 100  | 99   | 101  |

| 1906 | 1911 | 1921 | 1926 | 1931 | 1936 | 1946 | 1954 | 1962 |
| ---- | ---- | ---- | ---- | ---- | ---- | ---- | ---- | ---- |
| 101  | 110  | 104  | 88   | 74   | 88   | 83   | 82   | 89   |

| 1968 | 1975 | 1982 | 1990 | 1999 | 2005 | 2006 | 2010 | 2015 |
| ---- | ---- | ---- | ---- | ---- | ---- | ---- | ---- | ---- |
| 75   | 78   | 115  | 136  | 156  | 175  | 178  | 184  | 226  |

| 2020 | 2022 | - | - | - | - | - | - | - |
| ---- | ---- | - | - | - | - | - | - | - |
| 293  | 297  | - | - | - | - | - | - | - |

### Équipements socio-culturels
Madirac est équipée d'une école primaire, d'une crèche intercommunale, d'une salle des fêtes et d'un terrain de pétanque.

## Économie
La commune est située dans l'aire géographique de production de l'entre-deux-mers (vins blancs secs), appellation d'origine contrôlée du vignoble du même nom. Toute la région produit en outre des rouges, des clairets, des rosés, des blancs secs, doux ou effervescents sous les dénominations bordeaux et bordeaux-supérieur.

## Culture locale et patrimoine

### Lieux et monuments
La commune ne possède ni église, ni cimetière.

#### Patrimoine architectural
Une dizaine d'édifices de la commune de Madirac sont versés à l'inventaire général du patrimoine culturel dans le cadre d'une étude topographique du canton de Créon réalisée à partir de 1983 par le conseil régional d'Aquitaine. Sont ainsi recensés des maisons et des fermes des XVIIe au XIXe siècle édifiées aux lieux-dits Jos, les Reynauds, les Mignons ; le château de Canteloup ; les maisons de l'ancien écart du lieu-dit le Carpe constituant l'actuel village, en particulier la mairie-école construite en 1883 et le pont de la Soye sur le CD 10. L'église Saint-Jean de l'ancien prieuré de bénédictins a vraisemblablement été démolie en 1829.

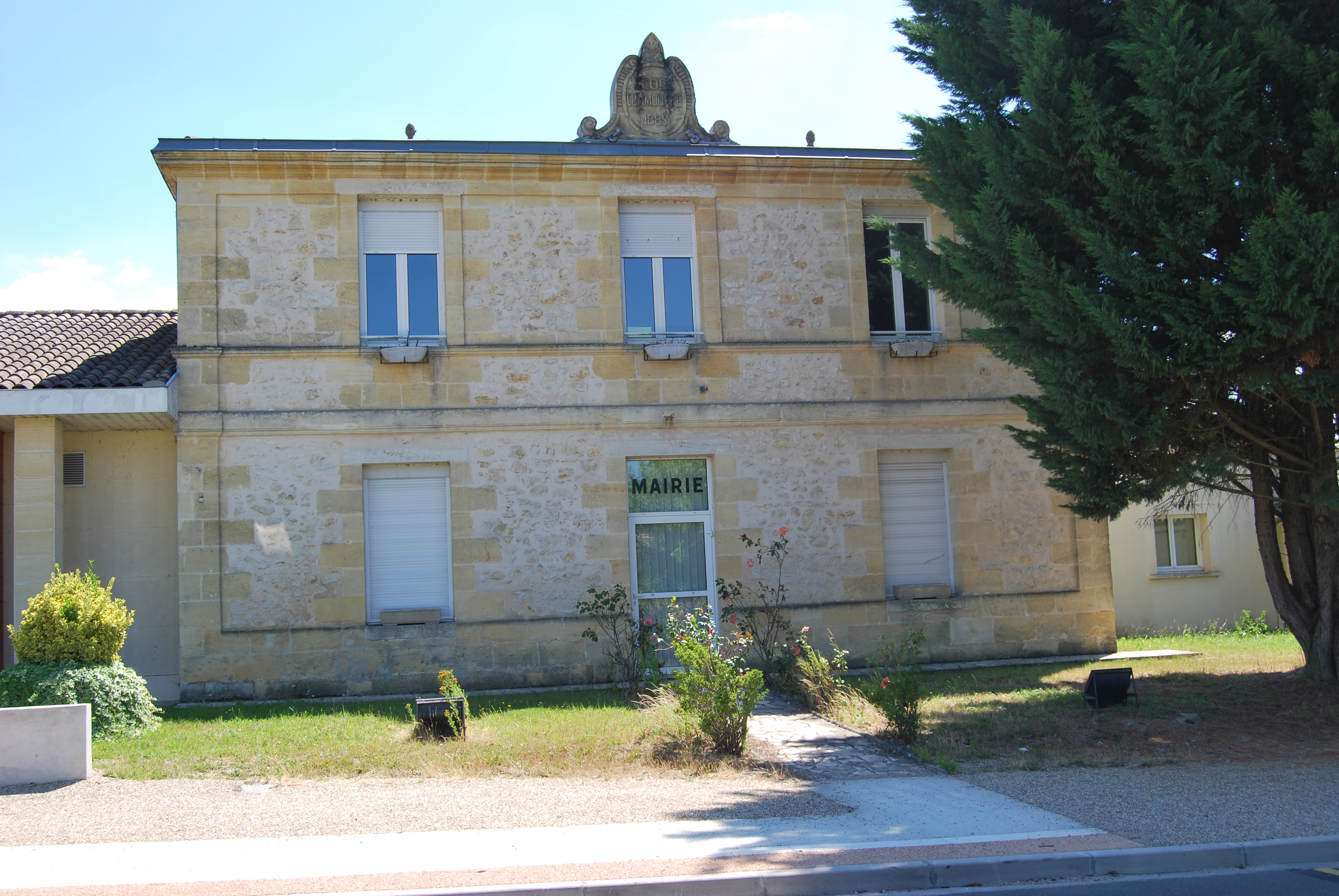
L'ancienne mairie-école.

#### Patrimoine naturel
La commune de Madirac possède une boucle locale de chemins de randonnées (communal et départemental) qui traversent une forêt, le bois de Mauquey, classée en ZNIEFF 1 et 2,.

### Héraldique
| Blason de Madirac | Blason  | D'argent à la bande d'azur accompagnée, en chef, d'un arbre arraché de sinople et, en pointe, d'une grappe de raisin de gueules tigée et feuillée aussi de sinople et vrillée de sable, posée en bande, au chef d'or chargé d'un sanglier aussi de sable allumé et défendu du champ. Devise / CriCum natura vivere (vivre avec la nature) |
| Blason de Madirac | Détails | statut officiel, création de Lucien Deluga, 1988 |